# Parc nacional Madidi
El Parc Nacional i Àrea Natural de Maneig Integrat Madidi es troba entre les províncies Abel Iturralde i Franz Tamayo, al nord-oest del Departament de La Paz. Confina amb altres àrees protegides com l'Àrea Natural de Maneig Integrat Apolobamba, la Reserva de la Biosfera i Terra Comunitària d'Origen Pilón Lajas i, a l'oest, amb la Reserva Nacional Tambopata i el parc nacional Bahuaja Sonene del Perú.
El PN-ANMI Madidi es va crear formalment mitjançant el D.S. nº24.123 del 21 de setembre de 1995, amb una superfície d'1.880.996 ha, dividida en tres zones: dos corresponents a la categoria de parc nacional. El parc nacional Madidi depèn de l'administració del Servei Nacional d'Àrees Protegides.

## Generalitats
- Superfície: El parc nacional compta amb una superfície d'1.895.740 ha (18.957,40 km²) de les quals 1.291.819 ha corresponen a la categoria de parc nacional i 603.921 ha a la categoria d'Àrea Natural de Maneig Integrat, és una de les àrees protegides més grans de Bolívia. Els seus límits es troben entre 12º30' i 14º44' de latitud sud i entre 67º30' i 69º51' de longitud oest.

- Rang altitudinal: des de la regió muntanyenca de Altuncama fins a les pampes entre els rius Heath i Madidi. L'àrea abasta un rang altitudinal que va des dels 5.760 fins als 180 msnm. La seva geomorfologia és essencialment muntanyenca, amb relleus abruptes i profunds canons, conforma una gran diversitat de pisos ecològics.

- Hidrografia: es caracteritza per tenir gran quantitat de conques hidrològiques, especialment capçaleres, localitzades en zones d'elevada pluviositat i alta fragilitat de sòls per les pronunciades pendents. Està conformat pels rius Tuichi, Madidi i Quendeque conca del Beni i el riu Heath conca del riu Madre de Dios, havent-se definit sis subcuencas principals: riu Heath, Beni, Madidi, Tuichi, Enapurera i Tumupasa-Beni.

El riu de major activitat en la plana és el Madidi, l'arrossegament de sediments del qual des d'una important superfície muntanyenca ha constituït un extens ventall al·luvial, que aconsegueix una mitjana d'uns 400 metres sobre el nivell de la mar.
- Clima: el clima és divers, variant des del fred en la zona dels Andes, temperat en les terres intermèdies, fins a càlid en les terres baixes del nord. En la plana estacional aconsegueix valors intermedis de 1800 mm anuals i en les regions muntanyenques pluvials subandinas, com en la zona de l'Alt Madidi, en el qual s'observen nivells extraordinaris de pluviositat de més de 5.000 mm a l'any. La temperatura mitjana és de 25 °C , oscil·lant entre els 33 °C  entre octubre i gener i els 10 a 20 °C  entre març i juny.

- Accés: els punts d'ingrés al Parc són Pelechuco i Apolo al sud, Rurrenabaque a l'est, Tumupasa al nord-est i el riu Madre de Dios al nord. Existeixen dos vols setmanals del TAM i tres vols diaris Amaszonas entre Rurrenabaque i La Paz.

## Característiques de l'àrea
El parc es caracteritza principalment per ser l'àrea protegida amb major biodiversitat tant en flora com en fauna del món, així com en pisos ecològics ja que va des de les neus perpètues fins a la plana amazònica i albergant ètnias comunitàries en el seu territori. Va ser declarat per la revista National Geographic com una de les zones amb més biodiversitat del planeta i un dels 20 llocs amb major interès turístic a nivell mundial. Per la seva enorme qualitat ambiental genera beneficis econòmics significatius a la seva regió per la conservació i l'ecoturisme (Fleck et al., 2006a; Malki et al., 2007).

## Flora

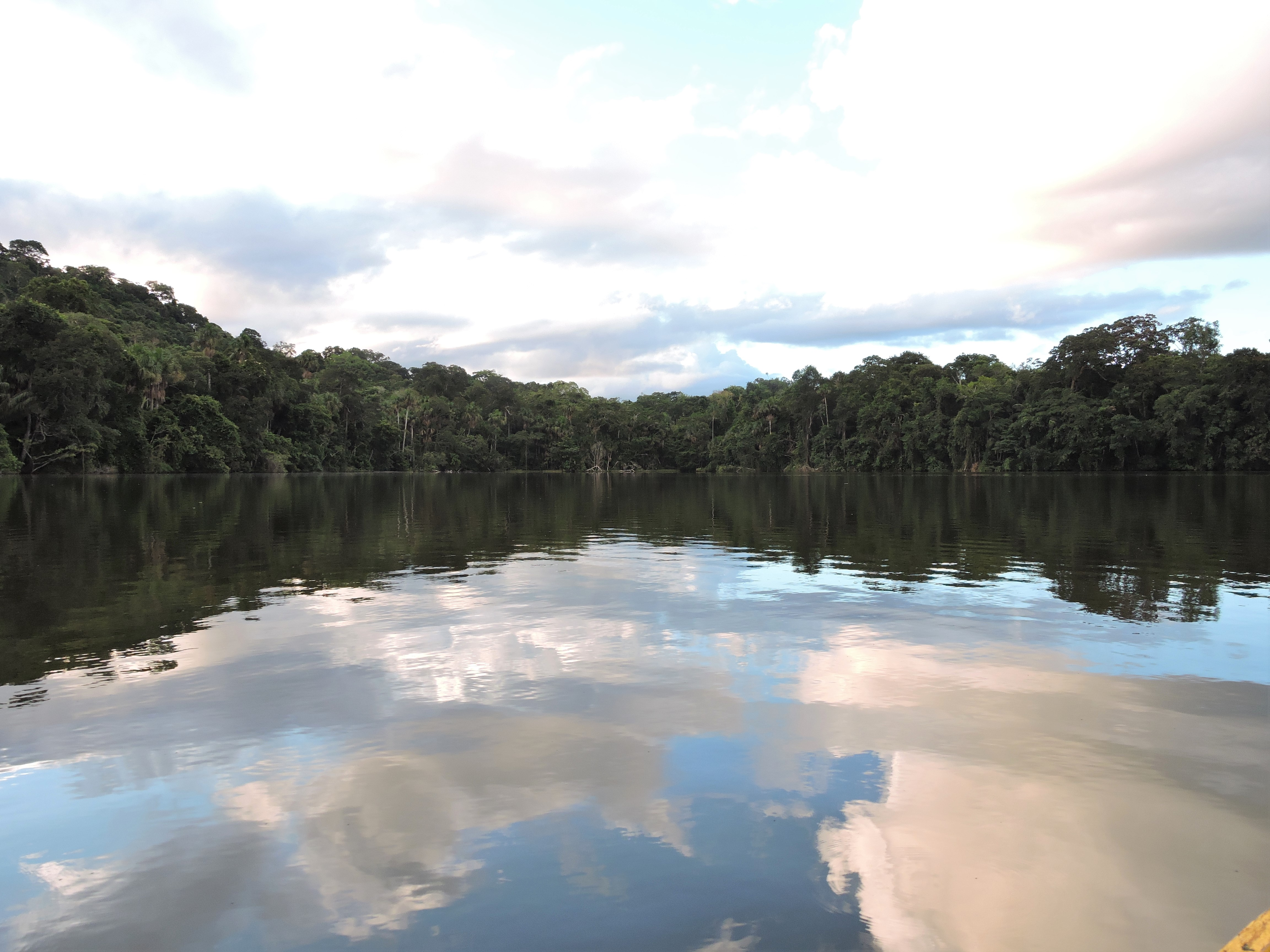
Vegetació al parc nacional Madidi

A causa de l'ampli rang altitudinal (200 a 6.000 msnm), el Madidi presenta diversos pisos altitudinals, associats amb una àmplia varietat d'ecosistemes. Trobem zones nivals i ambients periglaciars, Páramo Yungueño, Bosque Nublado de Ceja, bosc humit a Perhúmedo de Yungas, Bosc Pluvial Subandí, Bosc Sec Deciduo de San Juan del Asariamas, Bosc molt mumit Piemontà, Bosc Humit Estacional basal, Sabanes d'Inundació i Palmars Pantanosos de palma reial (Mauritia flexuosa i Mauritiella aculeata). S'estimen de 5.000 a 6.000 espècies de plantes superiors en tot l'Àrea. Entre aquestes destaquen: Polylepis racemosa, Weinmannia microphylla, Weinmannia boliviensis i Weinmannia crassifolia, Juglans boliviana, el Miconia theaezans, espècies del gènere Podocarpus i Eugenia, Alnus acuminata, Escallonia myrtilloides, Hesperomeles ferruginea, Myrica pubescens, Randia boliviana, Myrsine coriacea, Sambucus peruviana, espècies dels gèneres Ocotea i Nectandra, Byrsonima indorum, la calissaia (Cinchona officinalis), Protium altissimum, Anadenanthera colubrina, espècies de Ficus, Didymopanax morototoni i Miconia multiflora. També existeixen nombroses espècies fusteres com la caoba Swietenia macrophylla, la cedrela Cedrela odorata, Calophyllum brasiliense i Hura crepitans. A més, l'Àrea presenta una gran diversitat de palmes, entre les quals es pot esmentar: Ceroxylon pityrophyllum (com a molt rara), Geonoma undata, Geonoma orbignyana, Geonoma deversa, Socratea exorrhiza, Iriartea deltoidea, Scheelea princeps, espècies de Astrocaryum, la palmera de vori (Phytelephas macrocarpa), Dictyocaryum lamarckianum, Euterpe precatoria i Mauritia flexuosa.

## Fauna
La fauna del parc respon amb similars patrons de diversitat a aquesta extraordinària varietat d'hàbitats.
- Vertebrats: S'han registrat 2.000 espècies de vertebrats, que representen el 66% dels vertebrats de Bolívia i 3,7% del món.[3]
- Mamífers: entre les 270 espècies de mamífers reportades, destaquen el jucumari, gat andí, puma, jaguar, tigrecillo, taruca o cérvol andí, chancho de tropa, cérvol dels pantans, londra, i una gran varietat de micos: marimono, manechi, mico xiulador, mico esquirol. A més d'aquells, s'ha identificat una espècie endèmica per al país, el rosegador Akodon dayi i una nova espècie de primat del gènere Callicebus, el Callicebus aureipalatii el nom del qual va ser recentment establert mitjançant una rematada internacional a favor de l'àrea protegida i és la reserva amb major nombre d'espècies de mamífers del planeta.

- Ocells: es compta amb la presència del guacamai roig alaverd i vuit espècies de guacamais de les 14 que habiten a territori Bolivià, tyranido, àguila crestada, tunqui, harpia, diverses espècies d'ocells en perill d'extinció com la Grallaria erythrotis endèmica de la regió Podent-se observar esbarts de diferents espècies de guacamais i lloros de més de 700 individus(Grup d'una sola espècie però quan s'ajunten amb grups d'altres espècies el seu número es torna impossible d'enumerar arribant segons estimacions a més de 2500 individus, podent-se ajuntar fins a 8 espècies de guacamais i innombrables esbarts de lloros i altres ocells d'altres espècies en barrancs d'argila per a alimentar-se) i fins i tot de més en dormidors i punts d'alimentació sent el lloc amb major nombre d'espècies d'ocells del planeta. L'àrea conté més de 1.250 espècies diferents, la qual cosa representa el 83% de la fauna avícola del país.

- Amfibis: (reserva amb major nombre d'espècies d'Amfibis del planeta) 213 espècies, el Madidi alberga el 85% dels amfibis del país. Es considera que existeixen més de 30 espècies endèmiques.

- Rèptils: (reserva amb major nombre d'espècies de Rèptils del planeta) un total de 204, és a dir el 70% dels rèptils del país. Moltes de les espècies de major grandària com les boes, anacondes, colobres, els grans saures i les tortugues aquàtiques i terrestres es troben amenaçades per la cacera realitzada per a subsistència, obtenció de cuirs o l'ús com a mascota.

- Peixos: (reserva amb major nombre d'espècies de Peixos del planeta) un total de 496, la qual cosa correspon al 51% de la ictiofauna del país.

El parc és la Llar de més de 120.000 espècies diferents d'Insectes pel que ocupa el 1r lloc en diversitat i nombre d'espècies del planeta. 

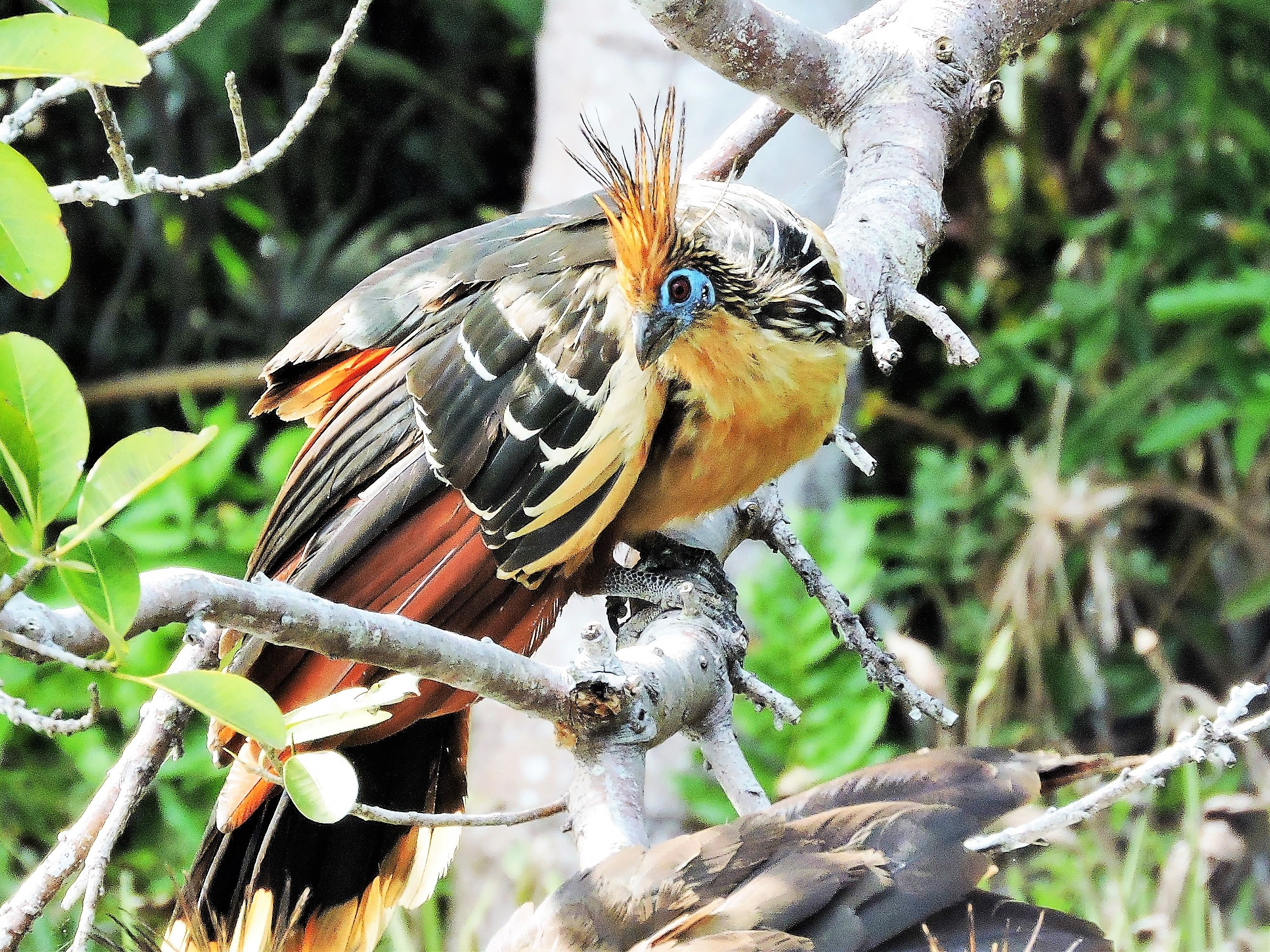
Opisthocomus hoazin
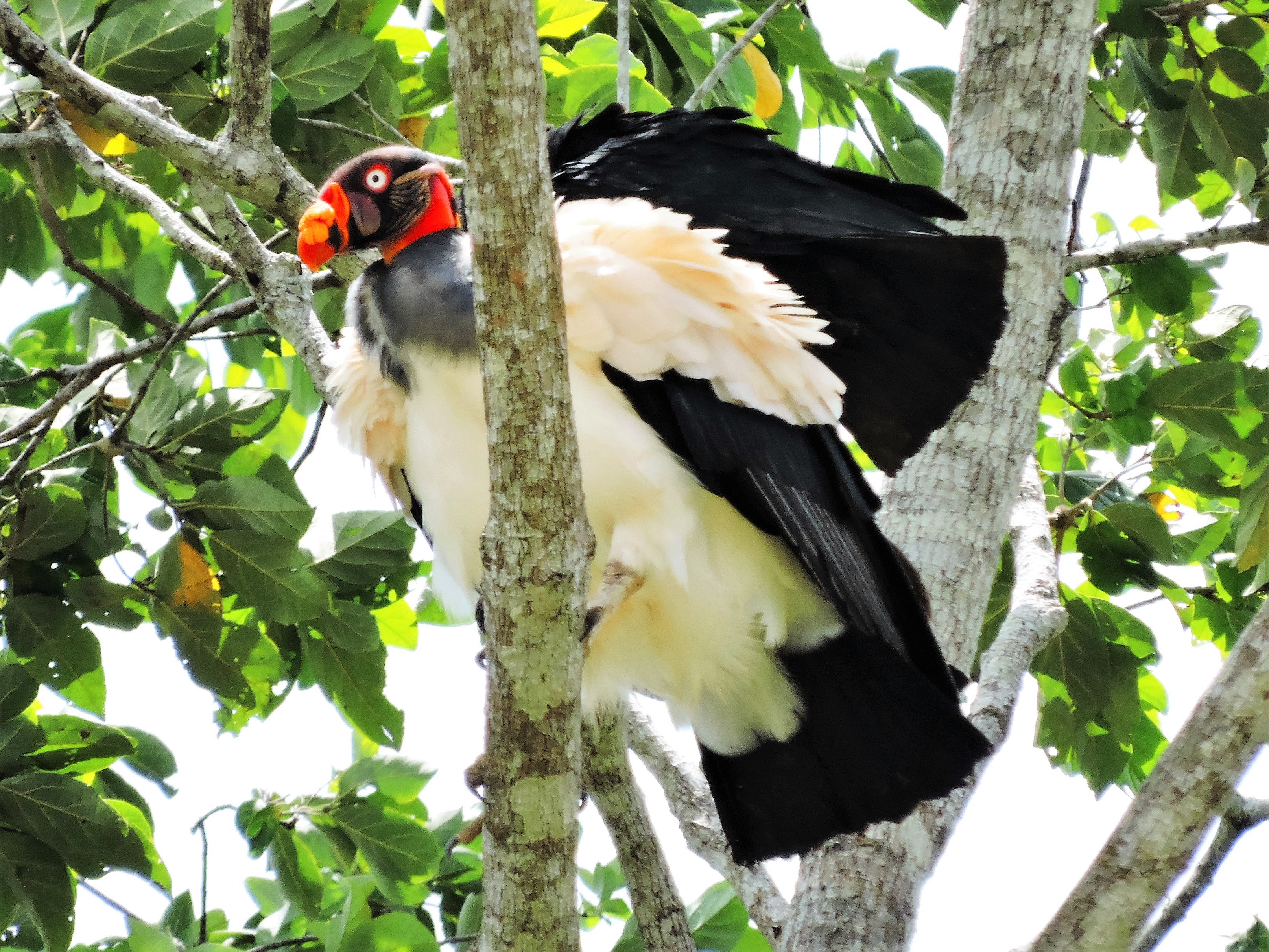
Sarcoramphus papa
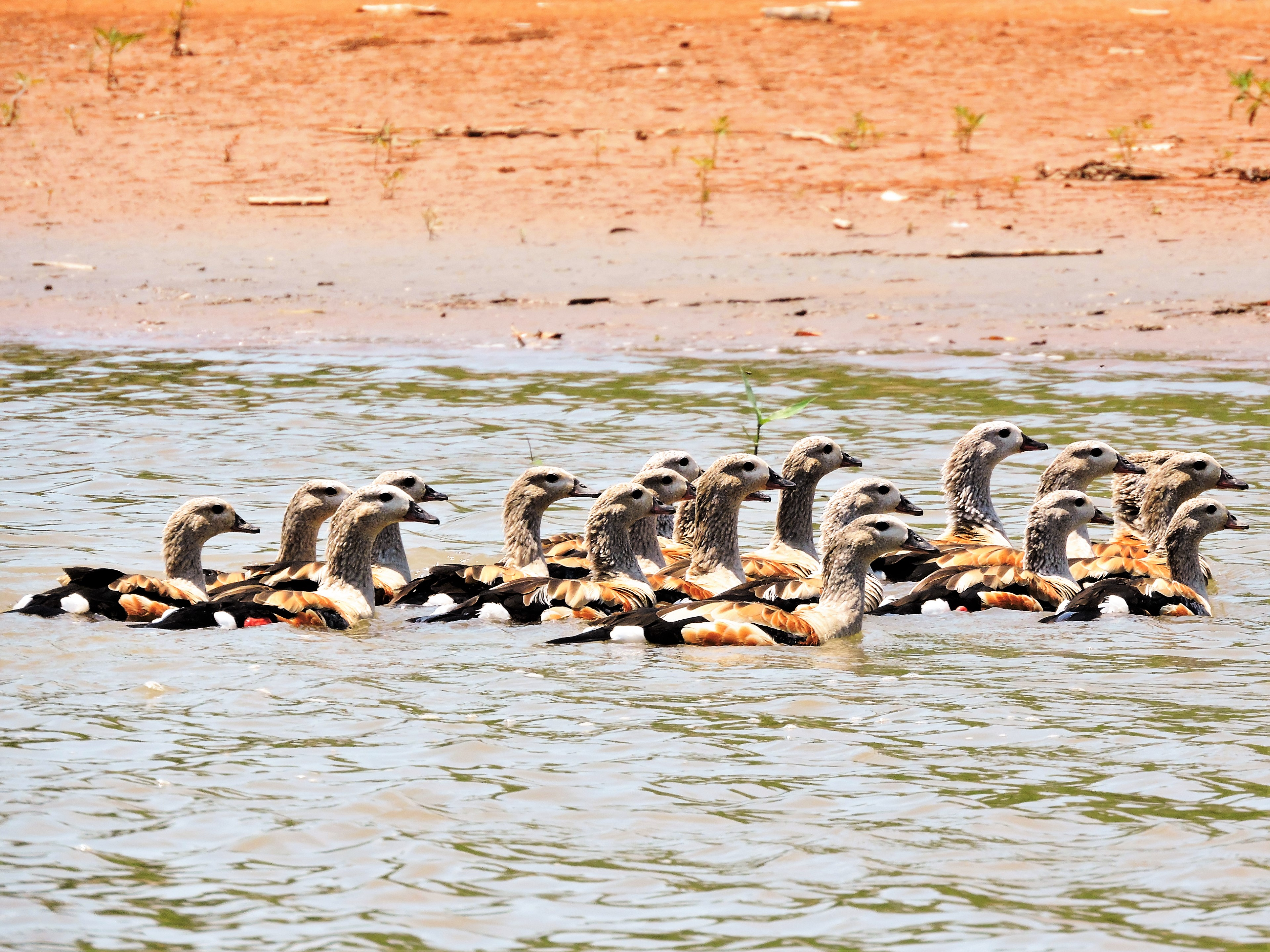
Neochen jubata
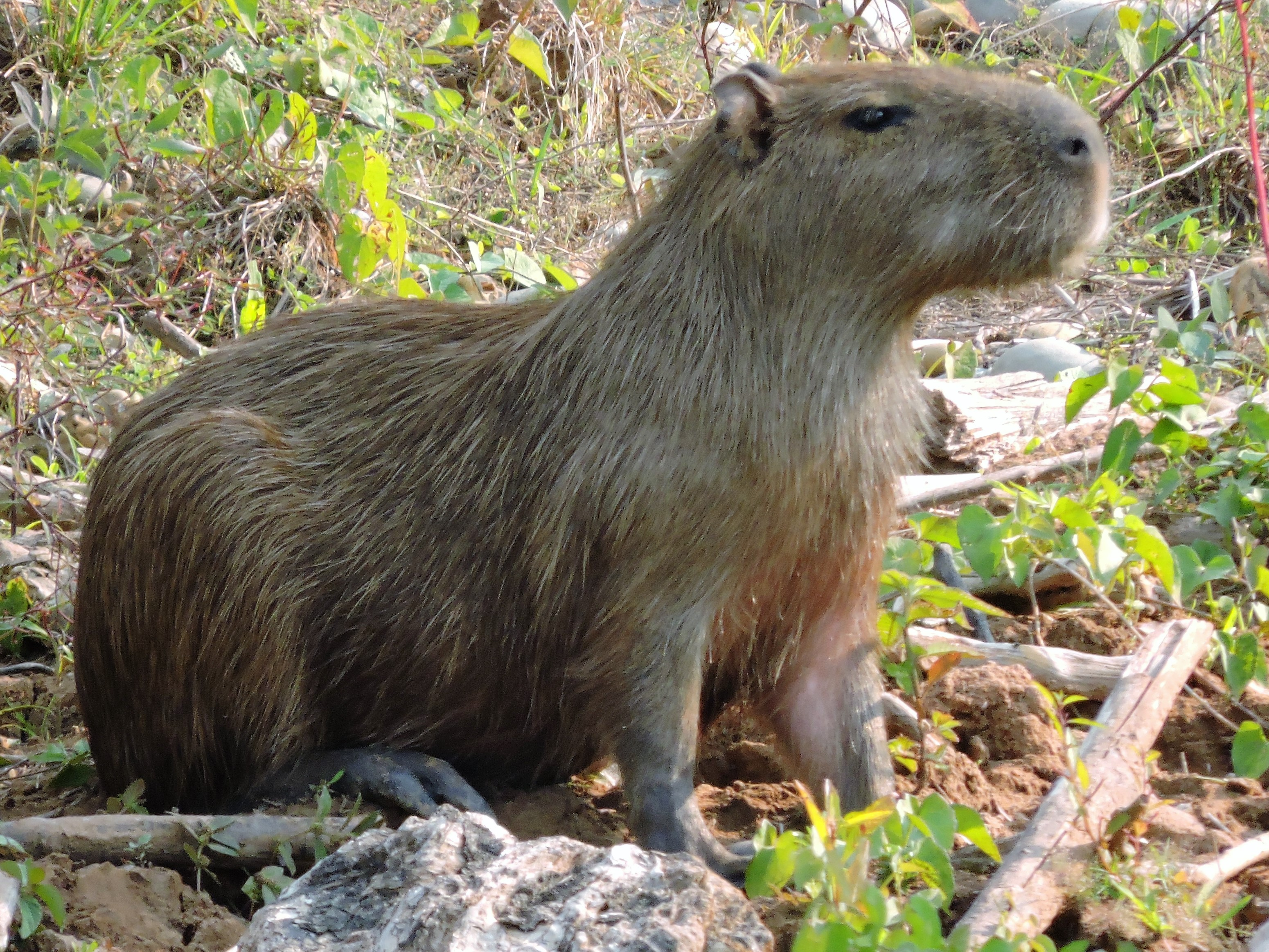
Hydrochoerus hydrochaeris
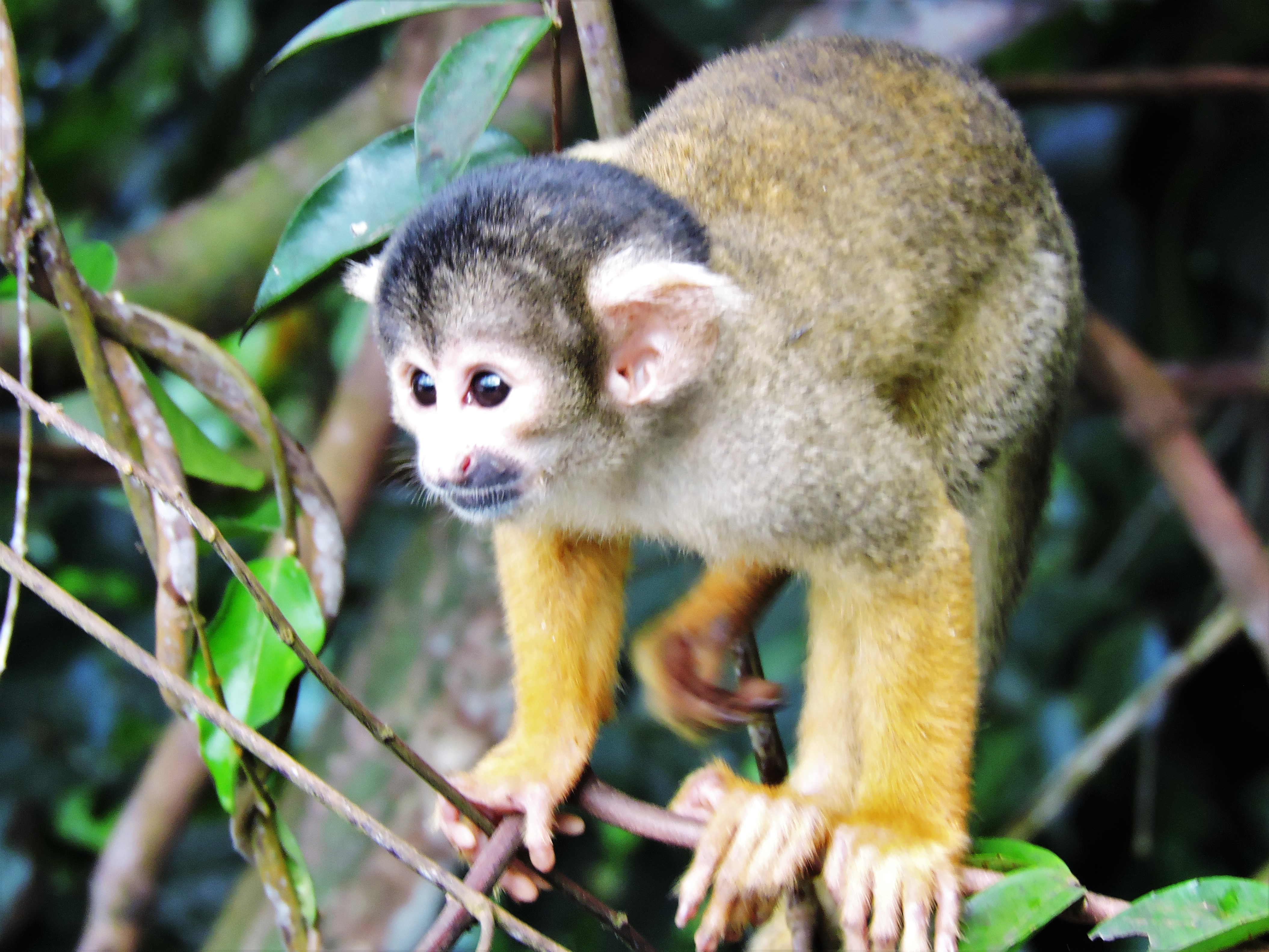
Saimiri boliviensis

## Riscos mediambientals
L'activitat minera és una de les amenaces més grans en el Madidi. En 2014 es va elaborar el pla mestre vigent del Madidi, en el qual la quantitat de concessions mineres registrades eren 55. No obstant això, al 2020 la xifra s'ha gairebé duplicat arribant a les 94 concessions mineres, segons dades de l'Activitat Jurisdiccional Administrativa Minera (AJAM).

## Ecoturisme de base comunitari
El parc nacional i àrea natural de Maneig Integrat Madidi alberga a diverses emprenedories de turisme responsable i ecoturisme comunitari, un dels més reconeguts a nivell local i internacional és Chalalan Albergue Ecológico de propietat de la comunitat indígena San José de Uchupiamonas. Li segueix San Miguel del Bala Ecolodge de propietat de la comunitat Tacana San Miguel del Bala, tots dos situats al parc nacional Madidi. Recentment van ser obert altres iniciatives locals de Turisme Responsable com Berraco del Madidi amazon adventure tour, Madidi Jungle Ecolodge, Sadiri Ecolodge i el Cor del Madidi Ecolodge.

### Chalalán

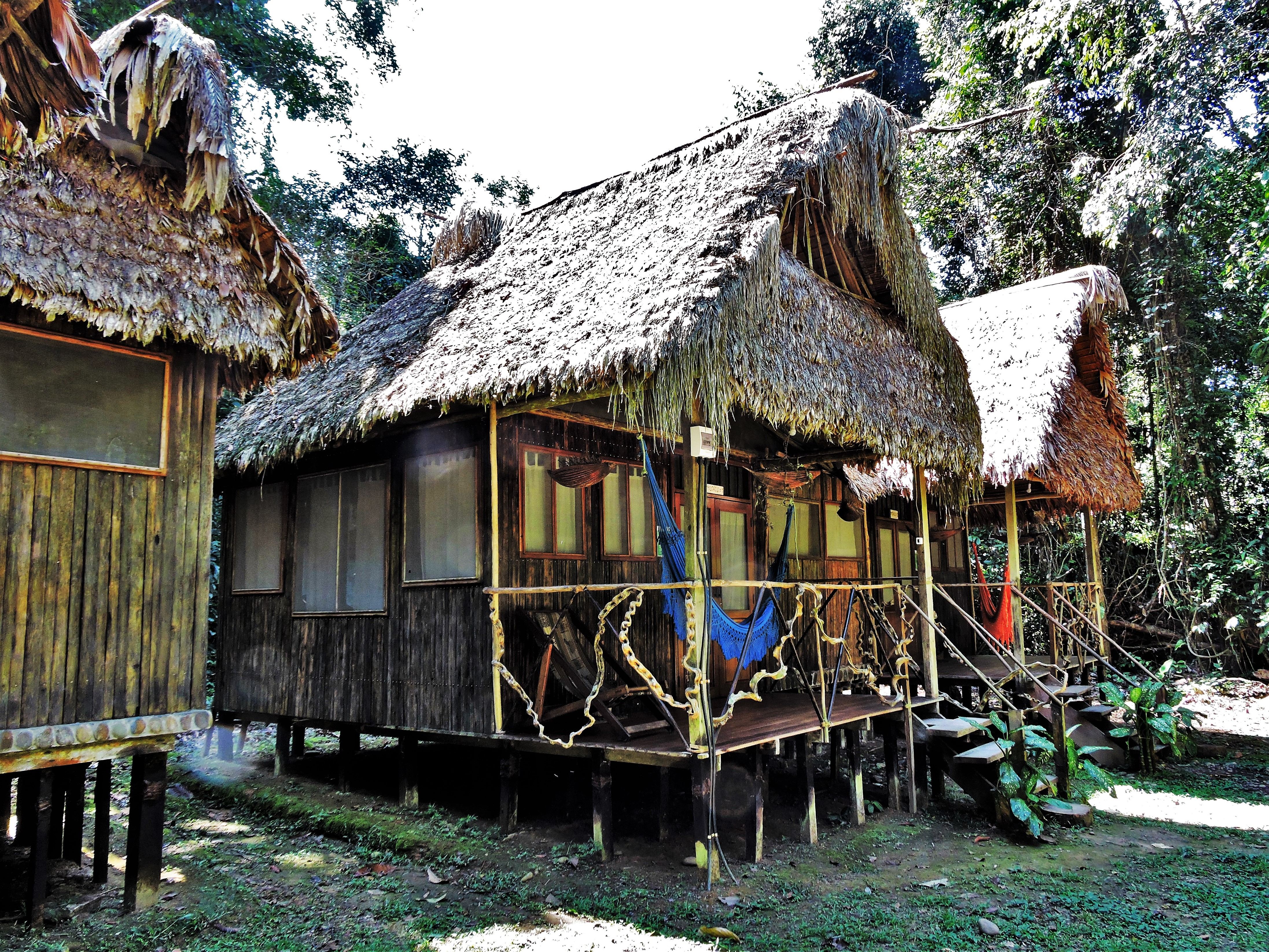
Chalalán Albergue Ecológico

Chalalán Albergue Ecológico és una emprenedoria d'ecoturisme comunitari que li pertany al poble indígena de San José de Uchupiamonas, el qual rep les utilitats que produeix l'alberg, a més d'aportar en altres àrees com a salut i educació. Chalalan opera des de 1999 oferint tours al parc nacional Madidi. El producte turístic inclou el transport des de Rurrenabaque fins a l'alberg en un recorregut pels rius Beni i Tuichi, allotjament en cabanyes d'estil Tacana amb bany privat, cuina fusió internacional - amazònic i guianza per indígenes de la comunitat els qui parlen quítxua, espanyol i anglès i estan capacitats i certificats. Chalalan compta amb un sistema de panells solars que alimenten a l'alberg amb energia neta i compta amb un sistema de gestió de residus sòlids i tractament d'aigües servides per a reduir el seu impacte ambiental. L'alberg compta amb 9 cabanyes situades en les proximitats del llac Chalalán, del qual s'ha pres el nom per a l'alberg. Chalalán compta amb 30 km de senderes d'interpretació ambiental, canoes de rem per a passejar per la llacuna, un mirador elevat i un menjador que també compta amb una àrea social. El sojorn mitjà és de 4 dies i 3 nits.

### Berraco del Madidi
Berraco del Madidi és una iniciativa Privada d'un membre de la comunitat indígena Quítxua-Tacana de José de Uchupiamonas, situa dins del parc Nacional de Madidi i Àrea de natural de maneig integrat, La idea va sorgir en 2007 i es va transformar en una realitat l'any 2010, amb una gran il·lusió i moltíssima experiència adquirida en molts anys com a guia. És operat 100% per la població de la comunitat per a així poder generar llocs de treball i beneficis a aquesta. El campaments (Ecocamp)aquesta assetjat en el mateix territori que la comunitat (210 mil hectàrees), El Ecocamp es troba a 6 hores de viatge en pot a motor forabord, és el més profund dins del parc nacional Madidi i compta amb cabanyes construïdes de manera tradicional estil Quítxua-Takana utilitzant els mateixos recursos naturals.

### Madidi Jungle Ecolodge
Madidi Jungle Ecolodge ha estat obert als visitants a mitjan 2011, és una iniciativa 100% local, operat per famílies indígenes de la TCO San José de Uchupiamonas, el qual comprèn unes 210 mil hectàrees de bosc a l'interior del parc nacional Madidi, regió Amazònica de Bolívia. L'alberg està situat a 3.5 hores de viatge en pot a motor navegant aigües amunt els rius Beni i Tuichi dins del parc nacional Madidi i té una capacitat per a albergar a 14 visitants en cabanyes d'estil tradicional amazònic.
Les emprenedories de turisme responsable i ecoturisme assentats dins del parc nacional Madidi, ofereixen transport en pots, acomodació, guies natius intèrprets i menjar casolà preparat sobre la base de productes locals.